# Драґана Кршенкович Бркович
Драґана Кршенкович Бркович — чорногорська письменниця.

## Біографія
Кршенкович Бркович народилась 1956 році, закінчила факультет політичних наук та факультет драматичного мистецтва Белградського університету. У 1980 р. вона отримала науковий ступінь політології. Радіотелебачення Сербії екранізувало її п'єсу «Vrele kapi» у 1981 році. У 1992 році вона переїхала з Белграду в Подгорицю. Там разом із чоловіком Томіславом Брковичем вона заснувала Ляльковий театр для дітей «Блакитна лагуна».
У 2005—2006 рр. була стипендіатом Губерта Хамфрі, а через рік переїхала до Вашингтона. Вона одна з найвідоміших балканських драматургів, її тексти можна знайти в підручниках Чорногорії та Македонії.
Коли спалахнула війна у Югославії, вона переїхала з Белграду, Сербія, в Подгорицю, Чорногорія. Там Кршенкович Бркович створила ляльковий театр під назвою «Блакитна лагуна» зі своїм чоловіком Томіславом Брковичем.
Кршенкович Бркович працювала за Програмою обміну Фулбрайта. Рік провів у Вашингтоні, США. Вона також отримала грант уряду Австрії для того, щоб провести дослідження в університеті в Граці в Австрії у 2008 році.
Кршенкович Бркович була запрошеним письменником у житлових програмах у США та Австрії (Програма письменників у резиденції, Відень, 2011). Крім того, вона брала участь у Родосі, Греція у Першому Міжнародному форумі культури середньоземноморських жінок-творців" під егідою ЮНЕСКО.
Її п'єси виконують у багатьох балканських країнах. Чотири її п'єси — це тексти для початкових шкіл Чорногорії та Македонії. Її книгу «Джин озера Маніто» було номіновано на премію «Білі ворони 2011» у Мюнхені, Німеччина. Вона була номінована на «Меморіальну премію Астрід Ліндгрен» десять разів (2008—2018). За мотивами казки «Хозінтарус» було знято фільм громадськими службами мовлення Чорногорії (2018).
Твори письменниці опубліковані у багатьох міжнародних журналах.
Кршенкович Бркович опублікувала два романи, дві збірки оповідань, одну збірку драматичних п'єс, одну монографію та кілька дитячих книг.

## Твори
Художня література
- Atelanska igra / The Atellan Farce
- Izgubljeni pečat / The Lost Seal
- Vatra u Aleksandriji / The Fire in Alexandria
- Iza nevidljivog zida / Behind the Invisible Wall
- Gospodarska palata / The Master's Palace

Дитячі книжки
- Tajna jedne Tajne — Secret's Secret /bilingual/
- Modra planina / The Blue Mountain
- Muzičar s cilindrom i cvetom na reveru / Musician with a Cylinder and a Flower on His Lapel
- Tajna jedne Tajne / Secret's Secret
- Duh Manitog jezera / The Genie of Lake Manito
- Tajna plavog kristala /The Secret of a Blue Crystal

Нехудожня література
- Poetika prolaznosti: Organizacija vremena u «Ranim jadima» Danila Kiša / The Poetics of Impermanence: Organisation of Time in Danilo Kiš's «Early Sorrows»
- Onirizam Edgara Alana Poa i egzistencijalni nemir Alise Ostrajker / Edgar Allan Poe's Oneirism and the Existential Angst of Alicia Ostriker
- Feministička revizija mitologije: Razbijanje patrijarhalnih obrazaca identifikacije žene u klasičnim bajkama / Feminist Revision of Mythology: Breaking the Patriarchal Patterns of the Women Identification in Classic Fairy Tales
- Zaboravljeno putovanje — tragovi utisnuti u bajkama / Forgotten Journey — Traces Imprinted in Fairy Tales*  Atelanska igra  /  The Atellan Farce
- Izgubljeni pečat  /  Втрачена печатка
- Vatra u Aleksandriji  /  Пожежа в Олександрії
- Iza nevidljivog zida  /  За невидимою стіною
- Господарська палата  /  Палац господаря